# Mas-des-Cours
Mas-des-Cours är en kommun i departementet Aude i regionen Occitanien  i södra Frankrike. Kommunen ligger  i kantonen Carcassonne 1er Canton som ligger i arrondissementet Carcassonne. År 2022 hade Mas-des-Cours 23 invånare.

## Befolkningsutveckling
Antalet invånare i kommunen Mas-des-Cours
Referens: INSEE